# Huasampata
Huasampata es una aldea indígena quechua situada en la zona de los Andes del Cuzco,  en el Perú, formada por una población dispersa, dedicada fundamentalmente a la agricultura, cultivo de la papa. Cuenta con ayuda internacional en relación con sustento de alimentos y construcción de alguna de su infraestructura. 
Huasampata es una palabra Quechua que significa "lugar al otro lado de la montaña". 
En 1990 un grupo de cooperantes de Manos Unidas participó de un proyecto de alfabetización de la población indígena.